# Сто путей — сто дорог
«Сто путей — сто дорог» — книжная серия, выпускавшаяся издательством «Профиздат» (Москва) в 1980-х годах. Название серии очень близко названию рубрики «Сто путей, сто дорог» популярного в 1960—1980-е годы журнала «Турист».
Книги серии представляли собой путеводители для организованного отдыха по разным регионам СССР. В описаниях предпочтение отдавалось парадной части при посещении памятных мест — крупным мемориальным комплексам, музеям и т. д. Путеводители печатались большими тиражами и носили достаточно пропагандистский характер. Переплёт уменьшенного формата выполнялся целлофанированным с цветной фотопечатью.

## Книги серии (по годам)

### 1983
- Москвин Б. В. Дорогами славы: Маршруты по местам революционной, боевой и трудовой славы советского народа: Путеводитель. — М.: Профиздат, 1983. — 272 с. — (Сто путей — сто дорог). — 50 000 экз.
- По древнерусским городам: Новгород. Старая Русса. Псков. Старый Изборск / Составитель Б. В. Емельянов; Автор предисловия член-корр. АН СССР В. Л. Янин. — М.: Профиздат, 1983. — 304 с. — (Сто путей — сто дорог). — 100 000 экз.
- Путешествия на теплоходе: Плановые маршруты по рекам СССР: Путеводитель / Составитель Я. А. Каганов; Художники В. И. Пантелеев, Ю. И. Тиков. — М.: Профиздат, 1983. — 176 с. — (Сто путей — сто дорог). — 75 000 экз.

### 1984
- Лаврентьев А. В., Пуришев И. Б., Турилов А. А. Золотое кольцо России: (Загорск. Переславль-Залесский. Ростов. Ярославль. Кострома. Иваново. Суздаль. Владимир) / Сост. Ю. М. Кириллова; Художник Г. В. Ныркова. — М.: Профиздат, 1984. — 352 с. — (Сто путей — сто дорог). — 100 000 экз.
- Партизанскими тропами Белоруссии: Фронт в тылу врага. Никто не забыт, и ничто не забыто. Маршрутами партизанского подвига / Н. Е. Авхимович, Л. М. Сузин, Б. Ф. Чернов, Ю. М. Кокорев, И. И. Игнатьева, Л. В. Снегирёва; Составитель: Л. М. Сузин. — М.: Профиздат, 1984. — 224 с. — (Сто путей — сто дорог). — 60 000 экз.
- Бероев Б. М. Приэльбрусье: Очерк природы. Летопись покорения Эльбруса. Туристские маршруты. — М.: Профиздат, 1984. — 208 с. — (Сто путей — сто дорог). — 97 500 экз.
- Пушкинские места России: Путеводитель / В. С. Бозырев, Н. М. Волович, Т. Н. Кезина и др.; Предисл. Д. С. Лихачёва. — М.: Профиздат, 1984. — 320 с. — (Сто путей — сто дорог).

### 1985
- Исаков В. З. Озеро Селигер: Природа. История края. Памятные места. Туристские маршруты. — М.: Профиздат, 1985. — 224 с. — (Сто путей — сто дорог). — 75 000 экз.
- По лермонтовским местам: Москва и Подмосковье. Пензенский край. Ленинград и окрестности. Кавказ / Подгот. В. П. Арзамасцев и др.; Вступ. ст. И. Андроникова. — М.: Профиздат, 1985. — 304 с. — (Сто путей — сто дорог).

### 1986
- Выголов В. П., Удралова Н. В. В край белых ночей: Вологда. Кириллов. Ферапонтово. Белозерск. Вытегра. Петрозаводск. Кижи. Марциальные воды. Кондопога. Кивач: Путеводитель. — М.: Профиздат, 1986. — 320 с. — (Сто путей — сто дорог). — 100 500 экз.

### 1987
- Кавказские Минеральные Воды: Пятигорск. Кисловодск. Железноводск. Ессентуки. Экскурсионные и туристские маршруты: Путеводитель / Составитель В. В. Савельева. — М.: Профиздат, 1987. — 288 с. — (Сто путей — сто дорог). — 100 000 экз.

### 1988
- Бабаджанова Г. И., Колбинцев А. П., Маньковская Л. Ю. По древним городам Узбекистана: Ташкент. Самарканд. Шахрисабз. Бухара. Хива / Автор предисловия: Г. А. Пугаченкова, академик АН УзССР, доктор искусствоведения, профессор. — М.: Профиздат, 1988. — 344 с. — (Сто путей — сто дорог). — 50 000 экз. — ISBN 5-255-00008-6.

### 1989
- Теберда. Домбай. Архыз: Природа. Исторический очерк. Туристско-экскурсионные маршруты / Сост. канд. географ. наук С. А. Хапаев. — М.: Профиздат, 1989. — 256 с. — (Сто путей — сто дорог). — 50 000 экз. — ISBN 5-255-00001-9.
- Вильнюс — Рига — Таллин: Путеводитель по столицам Советской Прибалтики / А. Б. Папшис, Э. Л. Говорушко, М. Н. Малчун, Г. Д. Голуб, Г. М. Лаппо; Худож. Н. Е. Ильенко. — М.: Профиздат, 1989. — 264 с. — (Сто путей — сто дорог). — 50 000 экз. — ISBN 5-255-00012-4.

## Книги серии (список)
1. В край белых ночей. — 1986.
2. Вильнюс. Рига. Таллин. — 1989.
3. Дорогами славы. — 1983.
4. Золотое кольцо России. — 1984.
5. Кавказские Минеральные Воды. — 1987.
6. Озеро Селигер. — 1985.
7. Партизанскими тропами Белоруссии. — 1984.
8. По древнерусским городам. — 1983.
9. По древним городам Узбекистана. — 1988.
10. По Лермонтовским местам. — 1989/2.
11. Приэльбрусье. — 1984.
12. Путешествия на теплоходе. — 1983.
13. Пушкинские места России. — 1984.
14. Теберда. Домбай. Архыз. — 1989.